# 27132 Єжек
27132 Єжек (27132 Ježek) — астероїд головного поясу, відкритий 11 грудня 1998 року.
Тіссеранів параметр щодо Юпітера — 3,525.